# Hřbitov Grove Park
Hřbitov Grove Park je hřbitov v Chinbrooku, v Lewishamu, v Londýně, který byl otevřen v roce 1935. Nachází se poblíž Grove Park na Marvels Lane, mezi Chinbrook Meadows a Marvels Wood, SE12.
Hřbitov Grove Park byl vyhlášen anglickou památkou v listopadu 2003 jako krajina zvláštního historického významu (stupeň II). Park má zvláštní pečlivě plánované uspořádání, specifické pro třicátá léta. Obsahuje 56 vojenských hrobů z druhé světové války; ti, jejichž hroby nejsou označeny náhrobními kameny, jsou uvedeni na pamětní zdi na pozemku uprostřed hřbitova.